# Leandro Fleitas
Leandro Roberto Fleitas (San Martín, Argentina, 29 de diciembre de 1983) es un futbolista argentino nacionalizado peruano. Juega como defensa central y su equipo actual es Juventud Bellavista que participa en la Copa Perú.

## Trayectoria

### Argentinos Juniors
Realizó las divisiones menores en Argentinos Juniors, club al que llegó a los 13 años. Debutó el 18 de agosto del 2003 en el partido que Argentinos Juniors empató  2-2 frente a Belgrano de Córdoba.
Del 2003 al 2006 jugó en el Argentinos Juniors de la Primera División de Argentina donde compartió la saga con Nicolás Pareja además de compartir equipo con Cristian Ledesma y el paraguayo Néstor Ortigoza. Luego, en el 2006, pasó al Olimpo de Bahía Blanca de la Primera B Nacional (Segunda División de Argentina), donde logró el ascenso a Primera compartiendo la saga con José Basanta. Después, en la segunda parte del 2007, volvió al Argentinos Juniors. 

### Alianza Lima
En enero del 2009 fichó por el Club Alianza Lima de Perú. A fines del Campeonato Descentralizado contrajo una grave fractura en el cráneo al chocar con su compatriota Carlos Galván, lesión por la que tuvo que ser operado en una clínica argentina, para luego pasar a una rehabilitación de cuatro meses. Ahí se ganó su apodo de La Máquina.
Volvió a las canchas el 12 de abril de 2010 para el encuentro disputado entre su equipo Alianza Lima y el Colegio Nacional de Iquitos, pero jugando por el Torneo de Promoción y Reserva del campeonato peruano, luego de buenas actuaciones ese año jugó 30 partidos y anotó 4 goles, siendo uno de los mejores centrales del año en el fútbol peruano. En enero de 2012, rescindió contrato con Alianza por las deudas que le tenía el club.

### Douglas Haig
A mediados del 2013 llega a Douglas Haig, donde lamentablemente se lesiona de los ligamentos, lo cual lo aleja de la cancha por todo el año.

### Olmedo
A mediados del 2015 llegó a Olmedo para afrontar la Serie B de Ecuador, no tuvo continuidad debido a discrepancias con el director técnico.

### Universidad César Vallejo
En el 2017 jugó por la Universidad César Vallejo, club que hizo una gran campaña y fue subcampeón de la Segunda División del Perú . En el partido final perdió 4-2 en la tanda de penales contra Sport Boys, que se coronó campeón.
Para el 2018 conseguiría el ascenso a Primera con el elenco trujillano siendo campeón de la Segunda División del Perú. Renueva por todo el 2019 con la Universidad César Vallejo para jugar en Primera. A finales del 2020 logra clasificar a la Copa Libertadores 2021, siendo capitán del equipo.
La UCV sería su último equipo, ya que se retiraría del fútbol a los 39 años tras culminar la temporada 2023 con el equipo poeta. Actualmente juega la copa peru 2025 en Juventud Bellabista de Trujillo - Temporada 2025

## Clubes
| Club                      | País      | Año       |
| ------------------------- | --------- | --------- |
| Argentinos Juniors        | Argentina | 2003-2006 |
| Olimpo                    | Argentina | 2006-2007 |
| Argentinos Juniors        | Argentina | 2007-2008 |
| Alianza Lima              | Perú      | 2009-2011 |
| Juan Aurich               | Perú      | 2012-2013 |
| Douglas Haig              | Argentina | 2013-2014 |
| Atlético Torino           | Perú      | 2015      |
| C. D. Olmedo              | Ecuador   | 2015      |
| Carlos A. Mannucci        | Perú      | 2016      |
| Universidad César Vallejo | Perú      | 2017-2023 |
| Juventud Bellavista       | Perú      | 2025 -    |

## Palmarés
| Título                        | Club          | País      | Año  |
| ----------------------------- | ------------- | --------- | ---- |
| Primera B Nacional (Apertura) | Olimpo        | Argentina | 2006 |
| Primera B Nacional (Clausura) | Olimpo        | Argentina | 2007 |
| Segunda División del Perú     | César Vallejo | Perú      | 2018 |

### Distinciones individuales
| Distinción                                                                             | Año  |
| -------------------------------------------------------------------------------------- | ---- |
| Equipo ideal del Campeonato Descentralizado según el portal periodístico DeChalaca.com | 2010 |
| Equipo ideal de la Liga 1 según Dechalaca.com                                          | 2020 |